# 沙贾汉布尔乌帕齐拉
沙贾汉布尔乌帕齐拉是孟加拉国的一个乌帕齐拉，位于拉傑沙希專區的博格拉县。其创建于2003年，是博格拉县最年轻的乌帕齐拉。

## 地理
沙贾汉布尔乌帕齐拉总面积为221.69平方公里（85.59平方英里）。其北部与博格拉沙达尔乌帕齐拉相接，东部与加布塔利和杜納特乌帕齐拉相邻，南接谢尔布尔乌帕齐拉，西南部与南迪格拉姆乌帕齐拉毗邻，西部与卡哈鲁乌帕齐拉接壤。戈罗多亚河由北向南流经该乌帕齐拉。

## 人口
据2011年孟加拉国人口普查，沙贾汉布尔乌帕齐拉共有72685户人家，总计289804人口。其中21.4%居住在城区，8.9%年龄低于五岁。该地7岁以上人口之平均识字率为57.7%，高于全国平均值（51.8%）。